# Liste des monuments historiques de Zuienkerke
 (octobre 2024).
Cette page regroupe l'ensemble des monuments classés de la ville belge de Zuienkerke.
| Objet | Statut du classement? | Année de construction/architecte | Section communale | Adresse                     | Coordonnées                      | Numéro d'inventaire | Illustration                                             |
| --- | --------------------- | -------------------------------- | ----------------- | --------------------------- | -------------------------------- | ------------------- | -------------------------------------------------------- |
| (nl) Hoeve "Groot Middelhof", monumentale omwalde historische hoeve                                               |                       |                                  | Houtave           | Brugse Steenweg 27          | 51° 15′ 24″ nord, 3° 05′ 36″ est | 57908               | Téléverser                                               |
| (nl) Hoeve "Beukelvliet"                                                                                          |                       |                                  | Houtave           | Brugse Steenweg 30          | 51° 15′ 30″ nord, 3° 06′ 37″ est | 57909               | Téléverser                                               |
| (nl) Thans "Torenhoeve", hoeve - herenwoning                                                                      |                       |                                  | Houtave           | Brugse Steenweg 31          | 51° 15′ 30″ nord, 3° 06′ 27″ est | 57910               | Téléverser                                               |
| (nl) Thans "Torenhoeve", hoeve - herenwoning                                                                      |                       |                                  | Houtave           | Brugse Steenweg 33          | 51° 15′ 30″ nord, 3° 06′ 27″ est | 57910               | Téléverser                                               |
| (nl) Hoevetje met losse bestanddelen                                                                              |                       |                                  | Houtave           | Brugse Steenweg 32          | 51° 15′ 15″ nord, 3° 07′ 22″ est | 57911               | Téléverser                                               |
| (nl) Historische hoeve "Schellevliet"                                                                             |                       |                                  | Houtave           | Brugse Steenweg 34          | 51° 15′ 14″ nord, 3° 07′ 36″ est | 57912               | Téléverser                                               |
| (nl) Historische hoeve "De Blauwe Poort"                                                                          |                       |                                  | Houtave           | Brugse Steenweg 39          | 51° 15′ 09″ nord, 3° 07′ 02″ est | 57913               | Téléverser                                               |
| (nl) Wegkapelletje                                                                                                |                       |                                  | Houtave           | Brugse Steenweg 39          | 51° 15′ 09″ nord, 3° 07′ 02″ est | 57914               | Téléverser                                               |
| (nl) Hoeve met herberg Strooienhaan                                                                               |                       |                                  | Houtave           | Brugse Steenweg 41          | 51° 14′ 57″ nord, 3° 07′ 52″ est | 57915               | (nl) Hoeve met herberg Strooienhaan                      |
| (nl) Half vrijstaand dubbelhuis                                                                                   |                       |                                  | Houtave           | Kapellestraat 14            | 51° 14′ 15″ nord, 3° 06′ 32″ est | 57917               | Téléverser                                               |
| (nl) Sint-Antoniuskapel of schaperskapel                                                                          | Oui                   |                                  | Houtave           | Kapellestraat               | 51° 13′ 58″ nord, 3° 06′ 18″ est | 57919               | (nl) Sint-Antoniuskapel of schaperskapel                 |
| (nl) Rijhuis |                       |                                  | Houtave           | Kapellestraat 16            | 51° 14′ 14″ nord, 3° 06′ 31″ est | 57920               | Téléverser                                               |
| (nl) Half vrijstaand breedhuis                                                                                    | Oui                   |                                  | Houtave           | Kapellestraat 32            | 51° 14′ 11″ nord, 3° 06′ 33″ est | 57921               | Téléverser                                               |
| (nl) 19de-eeuws burgerhuis                                                                                        | Oui                   |                                  | Houtave           | Kapellestraat 36            | 51° 14′ 10″ nord, 3° 06′ 33″ est | 57922               | Téléverser                                               |
| (nl) 19de-eeuws burgerhuis                                                                                        | Oui                   |                                  | Houtave           | Kerkhofstraat 2             | 51° 14′ 09″ nord, 3° 06′ 34″ est | 57927               | Téléverser                                               |
| (nl) 19de-eeuws breedhuis, thans café "In de Welkom"                                                              | Oui                   |                                  | Houtave           | Kerkhofstraat 10            | 51° 14′ 10″ nord, 3° 06′ 36″ est | 57928               | Téléverser                                               |
| (nl) Restaurant en kunstencentrum "De Roeschaert"                                                                 | Oui                   |                                  | Houtave           | Kerkhofstraat 12            | 51° 14′ 10″ nord, 3° 06′ 41″ est | 57929               | Téléverser                                               |
| (nl) Taverne "'t Muzikantje"                                                                                      | Oui                   |                                  | Houtave           | Kerkhofstraat 13            | 51° 14′ 08″ nord, 3° 06′ 35″ est | 57930               | Téléverser                                               |
| (nl) Heden restaurant "Travalie"                                                                                  | Oui                   |                                  | Houtave           | Kerkhofstraat 15            | 51° 14′ 08″ nord, 3° 06′ 36″ est | 57931               | Téléverser                                               |
| (nl) Herberg "Drie Koningen", opgenomen in dorpsgezicht                                                           | Oui                   |                                  | Houtave           | Kerkhofstraat 17            | 51° 14′ 09″ nord, 3° 06′ 37″ est | 57932               | Téléverser                                               |
| (nl) Hoekhuis, boerenhuis                                                                                         | Oui                   |                                  | Houtave           | Kerkhofstraat 19            | 51° 14′ 09″ nord, 3° 06′ 39″ est | 57933               | Téléverser                                               |
| (nl) Boerenhuis, opgenomen in dorpsgezicht                                                                        |                       |                                  | Houtave           | Kerkhofstraat 19            | 51° 14′ 09″ nord, 3° 06′ 39″ est | 57934               | Téléverser                                               |
| (nl) Voormalig 19de-eeuws schoolcomplex met hoofdgebouw gedateerd "ANNO 1896"                                     | Oui                   |                                  | Houtave           | Kerkhofstraat 23            | 51° 14′ 07″ nord, 3° 06′ 41″ est | 57935               | Téléverser                                               |
| (nl) Voormalig 19de-eeuws schoolcomplex met hoofdgebouw gedateerd "ANNO 1896"                                     | Oui                   |                                  | Houtave           | Kerkhofstraat 25            | 51° 14′ 07″ nord, 3° 06′ 41″ est | 57935               | Téléverser                                               |
| (nl) Mariagrot | Oui                   |                                  | Houtave           | Kerkhofstraat               | 51° 14′ 07″ nord, 3° 06′ 42″ est | 57936               | Téléverser                                               |
| (nl) 19de-eeuwse hoeve                                                                                            |                       |                                  | Houtave           | Langedorpweg 5              | 51° 13′ 32″ nord, 3° 05′ 34″ est | 57937               | Téléverser                                               |
| (nl) "De Moerbeiboom", hoeve met losse bestanddelen                                                               |                       |                                  | Houtave           | Langedorpweg 1              | 51° 13′ 40″ nord, 3° 06′ 12″ est | 57938               | Téléverser                                               |
| (nl) Hoeve met losse bestanddelen                                                                                 |                       |                                  | Houtave           | Langedorpweg 3              | 51° 13′ 33″ nord, 3° 05′ 56″ est | 57939               | Téléverser                                               |
| (nl) "De Grote Moerbeyerboom", historische hoeve                                                                  | Oui                   |                                  | Houtave           | Langedorpweg 4              | 51° 13′ 18″ nord, 3° 05′ 43″ est | 57940               | Téléverser                                               |
| (nl) "De Blauwe Reiger", hoeve met losse bestandden                                                               |                       |                                  | Houtave           | Mareweg 8                   | 51° 13′ 51″ nord, 3° 07′ 41″ est | 57943               | Téléverser                                               |
| (nl) "De Friese Bergschuur", historische hoeve                                                                    | Oui                   |                                  | Houtave           | Nieuwe Steenweg 97          | 51° 15′ 27″ nord, 3° 07′ 09″ est | 57944               | Téléverser                                               |
| (nl) Kleine hoeve                                                                                                 |                       |                                  | Houtave           | Oostendse Steenweg 70       | 51° 14′ 39″ nord, 3° 07′ 12″ est | 57945               | Téléverser                                               |
| (nl) 19de-eeuwse schuur                                                                                           |                       |                                  | Houtave           | Oostendse Steenweg 79       | 51° 14′ 38″ nord, 3° 06′ 47″ est | 57946               | Téléverser                                               |
| (nl) Resterende teerlingen van "Westmolen"                                                                        |                       |                                  | Houtave           | Oostendse Steenweg          | 51° 14′ 27″ nord, 3° 06′ 26″ est | 57947               | Téléverser                                               |
| (nl) Bunker uit de Eerste Wereldoorlog                                                                            |                       |                                  | Houtave           | Oosternieuwweg Noord        | 51° 14′ 55″ nord, 3° 06′ 16″ est | 57949               | Téléverser                                               |
| (nl) Gerenoveerde hoeve "ten Maereleede"                                                                          |                       |                                  | Houtave           | Oosternieuwweg Zuid 1       | 51° 13′ 30″ nord, 3° 07′ 39″ est | 57950               | Téléverser                                               |
| (nl) Historische hoeve gelegen aan de straat                                                                      |                       |                                  | Houtave           | Oosternieuwweg Zuid 5       | 51° 14′ 24″ nord, 3° 06′ 51″ est | 57951               | Téléverser                                               |
| (nl) "'t Schapenhof", hoeve met losse bestanddelen                                                                |                       |                                  | Houtave           | Oosternieuwweg Zuid 8       | 51° 13′ 42″ nord, 3° 07′ 06″ est | 57952               | Téléverser                                               |
| (nl) Hoeve "De Kleine Madeleine"                                                                                  |                       |                                  | Houtave           | Oosternieuwweg Noord 19     | 51° 15′ 02″ nord, 3° 06′ 22″ est | 57953               | Téléverser                                               |
| (nl) "De Grote Madeleine", omwalde poorthoeve                                                                     | Oui                   |                                  | Houtave           | Oosternieuwweg Noord 21     | 51° 15′ 20″ nord, 3° 06′ 09″ est | 57954               | Téléverser                                               |
| (nl) "Middelhofhoek", historisch omwalde hoeve                                                                    |                       |                                  | Houtave           | Oosternieuwweg Noord 30     | 51° 14′ 45″ nord, 3° 06′ 17″ est | 57955               | Téléverser                                               |
| (nl) Hoeve met losse bestanddelen                                                                                 |                       |                                  | Houtave           | Oude Weg 1                  | 51° 13′ 17″ nord, 3° 06′ 42″ est | 57957               | Téléverser                                               |
| (nl) Hoeve van het langgeveltype                                                                                  |                       |                                  | Houtave           | Oude Weg 3                  | 51° 13′ 02″ nord, 3° 06′ 54″ est | 57958               | Téléverser                                               |
| (nl) Parochiekerk Sint-Bavo en Machutus, in dorpsgezicht                                                          | Oui                   |                                  | Houtave           | Pastoriestraat 12           | 51° 14′ 11″ nord, 3° 06′ 39″ est | 57959               | (nl) Parochiekerk Sint-Bavo en Machutus, in dorpsgezicht |
| (nl) Hoekhuis, opgenomen in dorpsgezicht                                                                          | Oui                   |                                  | Houtave           | Pastoriestraat 1            | 51° 14′ 10″ nord, 3° 06′ 37″ est | 57960               | Téléverser                                               |
| (nl) Trefpunt "De Maere", neo-tradioneel gebouw                                                                   | Oui                   |                                  | Houtave           | Pastoriestraat 4            | 51° 14′ 11″ nord, 3° 06′ 36″ est | 57961               | Téléverser                                               |
| (nl) Omwalde en ommuurde pastorie in tuin, opgenomen in het dorpsgezicht                                          | Oui                   |                                  | Houtave           | Pastoriestraat 11           | 51° 14′ 12″ nord, 3° 06′ 42″ est | 57962               | Téléverser                                               |
| (nl) Hoeve van het langgeveltype                                                                                  |                       |                                  | Houtave           | Voetweg 3                   | 51° 13′ 45″ nord, 3° 05′ 31″ est | 57964               | Téléverser                                               |
| (nl) "'t Lijsternest", hoeve met losse bestanddelen                                                               |                       |                                  | Houtave           | Voetweg 4                   | 51° 14′ 02″ nord, 3° 05′ 53″ est | 57965               | Téléverser                                               |
| (nl) Bakstenen boogbrugje over de Noordede                                                                        | Oui                   |                                  | Houtave           | Westernieuwweg Noord        | 51° 14′ 19″ nord, 3° 06′ 01″ est | 57971               | Téléverser                                               |
| (nl) Klein betonnen wegkapelletje                                                                                 |                       |                                  | Houtave           | Westernieuwweg Noord        | 51° 14′ 20″ nord, 3° 06′ 00″ est | 57972               | Téléverser                                               |
| (nl) "Klein Middelhof", omwalde hoeve met losse bestanddelen                                                      |                       |                                  | Houtave           | Westernieuwweg Noord 1      | 51° 14′ 54″ nord, 3° 05′ 20″ est | 57973               | Téléverser                                               |
| (nl) "D'Hooge Scheure", hoeve met losse bestanddelen                                                              |                       |                                  | Houtave           | Westernieuwweg Noord 3      | 51° 14′ 44″ nord, 3° 05′ 28″ est | 57974               | Téléverser                                               |
| (nl) "Vijverhof", historische omwalde hoeve                                                                       | Oui                   |                                  | Houtave           | Westernieuwweg Zuid 14      | 51° 14′ 11″ nord, 3° 06′ 19″ est | 57975               | Téléverser                                               |
| (nl) Half vrijstaande dorpswoning                                                                                 | Oui                   |                                  | Houtave           | Zakstraat 1                 | 51° 14′ 08″ nord, 3° 06′ 37″ est | 57976               | Téléverser                                               |
| (nl) Hoeve van het langgeveltype                                                                                  | Oui                   |                                  | Meetkerke         | Biezenstraat 1              | 51° 13′ 48″ nord, 3° 09′ 28″ est | 57977               | Téléverser                                               |
| (nl) Kleine hoeves van het langggeveltype                                                                         | Oui                   |                                  | Meetkerke         | Biezenstraat 2              | 51° 13′ 31″ nord, 3° 09′ 36″ est | 57978               | Téléverser                                               |
| (nl) Kleine hoeves van het langggeveltype                                                                         | Oui                   |                                  | Meetkerke         | Biezenstraat 4              | 51° 13′ 31″ nord, 3° 09′ 36″ est | 57978               | Téléverser                                               |
| (nl) Kleine hoeves van het langggeveltype                                                                         | Oui                   |                                  | Meetkerke         | Biezenstraat 6              | 51° 13′ 31″ nord, 3° 09′ 36″ est | 57978               | Téléverser                                               |
| (nl) Kleine hoeves van het langggeveltype                                                                         | Oui                   |                                  | Meetkerke         | Biezenstraat 9              | 51° 13′ 31″ nord, 3° 09′ 36″ est | 57978               | Téléverser                                               |
| (nl) Poldermolen van de Moere, met bijhorend sterk gerenoveerd molenhuis                                          | Oui                   |                                  | Meetkerke         | Biezenstraat 3              | 51° 13′ 49″ nord, 3° 09′ 35″ est | 57979               | Téléverser                                               |
| (nl) Pompgemaal en molenaarshuis                                                                                  | Oui                   |                                  | Meetkerke         | Biezenstraat +3             | 51° 13′ 44″ nord, 3° 09′ 34″ est | 57980               | Téléverser                                               |
| (nl) Pompgemaal en molenaarshuis                                                                                  | Oui                   |                                  | Meetkerke         | Biezenstraat 5              | 51° 13′ 44″ nord, 3° 09′ 34″ est | 57980               | Téléverser                                               |
| (nl) Vervallen hoevetje met losse bestanddelen                                                                    |                       |                                  | Meetkerke         | Biezenstraat 7              | 51° 13′ 39″ nord, 3° 09′ 37″ est | 57981               | Téléverser                                               |
| (nl) Kleine hoeve met losse bestanddelen                                                                          |                       |                                  | Meetkerke         | Biezenstraat 8              | 51° 13′ 15″ nord, 3° 09′ 38″ est | 57982               | Téléverser                                               |
| (nl) Witgekalkte hoeve van het langgeveltype                                                                      |                       |                                  | Meetkerke         | Brouwerijstraat 3           | 51° 14′ 49″ nord, 3° 10′ 18″ est | 57983               | Téléverser                                               |
| (nl) Onze-Lieve-Vrouw Hemelvaartkerk                                                                              | Oui                   |                                  | Meetkerke         | Dorpweg                     | 51° 14′ 08″ nord, 3° 09′ 06″ est | 57985               | (nl) Onze-Lieve-Vrouw Hemelvaartkerk                     |
| (nl) "Hoeve Klein Eeckhout", hoeve met losse bestanddelen                                                         |                       |                                  | Meetkerke         | Dorpweg 38                  | 51° 14′ 10″ nord, 3° 09′ 25″ est | 57986               | Téléverser                                               |
| (nl) Herberg "Het Mortierken"                                                                                     | Oui                   |                                  | Meetkerke         | Dorpweg 88                  | 51° 14′ 07″ nord, 3° 09′ 08″ est | 57987               | Téléverser                                               |
| (nl) Dorpshuis | Oui                   |                                  | Meetkerke         | Dorpweg 90                  | 51° 14′ 07″ nord, 3° 09′ 08″ est | 57988               | Téléverser                                               |
| (nl) Herberg "Sint-Sebastiaan"                                                                                    | Oui                   |                                  | Meetkerke         | Dorpweg 94                  | 51° 14′ 06″ nord, 3° 09′ 07″ est | 57989               | Téléverser                                               |
| (nl) "Kerkebrug", bakstenen boogbrug                                                                              | Oui                   |                                  | Meetkerke         | Dorpweg                     | 51° 14′ 06″ nord, 3° 09′ 05″ est | 57990               | Téléverser                                               |
| (nl) Hoeve "De Verrijzenis"                                                                                       |                       |                                  | Meetkerke         | Heerweg 6                   | 51° 15′ 05″ nord, 3° 08′ 52″ est | 57991               | Téléverser                                               |
| (nl) "'t Walhof", hoeve van het langgeveltype                                                                     |                       |                                  | Meetkerke         | Heerweg 8                   | 51° 14′ 57″ nord, 3° 08′ 59″ est | 57992               | Téléverser                                               |
| (nl) Hoevetje |                       |                                  | Meetkerke         | Klinkestraat 3              | 51° 14′ 37″ nord, 3° 10′ 10″ est | 57993               | Téléverser                                               |
| (nl) "'t Pottamaeckershof", hoeve met losse bestanddelen                                                          | Oui                   |                                  | Meetkerke         | Loweg 2                     | 51° 14′ 18″ nord, 3° 08′ 23″ est | 57994               | Téléverser                                               |
| (nl) Neogotische veldkapel met een beeldbepalende ligging                                                         | Oui                   |                                  | Meetkerke         | Mareweg                     | 51° 13′ 59″ nord, 3° 08′ 34″ est | 57995               | Téléverser                                               |
| (nl) Hoeve met losse bestanddelen                                                                                 |                       |                                  | Meetkerke         | Mareweg 1                   | 51° 14′ 12″ nord, 3° 08′ 49″ est | 57996               | Téléverser                                               |
| (nl) "De Roode Poorte", omwalde hoeve met losse bestanddelen                                                      | Oui                   |                                  | Meetkerke         | Mareweg 2                   | 51° 13′ 51″ nord, 3° 08′ 26″ est | 57997               | Téléverser                                               |
| (nl) "'t Benedicten Colaertshof", hoeve met losse bestanddelen                                                    |                       |                                  | Meetkerke         | Mareweg 5                   | 51° 13′ 59″ nord, 3° 08′ 20″ est | 57998               | Téléverser                                               |
| (nl) "De Calangne", hoeve met losse bestanddelen                                                                  |                       |                                  | Meetkerke         | Mareweg 6                   | 51° 13′ 47″ nord, 3° 08′ 07″ est | 57999               | Téléverser                                               |
| (nl) "Oude Molenhoeve", hoeve van het langgeveltype                                                               |                       |                                  | Meetkerke         | Moerdreve 13                | 51° 13′ 23″ nord, 3° 10′ 19″ est | 58000               | Téléverser                                               |
| (nl) "Magdaleenahoeve", hoeve met losse bestanddelen                                                              | Oui                   |                                  | Meetkerke         | Molenweg 3                  | 51° 13′ 42″ nord, 3° 08′ 43″ est | 58001               | Téléverser                                               |
| (nl) 18de-eeuwse veldkapel                                                                                        | Oui                   |                                  | Meetkerke         | Molenweg                    | 51° 13′ 53″ nord, 3° 09′ 27″ est | 58002               | Téléverser                                               |
| (nl) Bakstenen boogbrug                                                                                           | Oui                   |                                  | Meetkerke         | Molenweg                    | 51° 13′ 53″ nord, 3° 09′ 28″ est | 58003               | Téléverser                                               |
| (nl) Arduinen grenspaal                                                                                           | Oui                   |                                  | Meetkerke         | Molenweg 5                  | 51° 13′ 41″ nord, 3° 08′ 55″ est | 58004               | Téléverser                                               |
| (nl) "Den Boomgaard", historische hoeve                                                                           | Oui                   |                                  | Meetkerke         | Molenweg 7                  | 51° 13′ 48″ nord, 3° 09′ 22″ est | 58005               | Téléverser                                               |
| (nl) Restaurant-hotel "d'Hofstede"                                                                                |                       |                                  | Meetkerke         | Oostendse Steenweg 55       | 51° 14′ 41″ nord, 3° 08′ 21″ est | 58008               | Téléverser                                               |
| (nl) Een rij woningen                                                                                             |                       |                                  | Meetkerke         | Oostendse Steenweg 24       | 51° 14′ 23″ nord, 3° 09′ 29″ est | 58011               | Téléverser                                               |
| (nl) Een rij woningen                                                                                             |                       |                                  | Meetkerke         | Oostendse Steenweg 26       | 51° 14′ 23″ nord, 3° 09′ 29″ est | 58011               | Téléverser                                               |
| (nl) Een rij woningen                                                                                             |                       |                                  | Meetkerke         | Oostendse Steenweg 28       | 51° 14′ 23″ nord, 3° 09′ 29″ est | 58011               | Téléverser                                               |
| (nl) Een rij woningen                                                                                             |                       |                                  | Meetkerke         | Oostendse Steenweg 30       | 51° 14′ 23″ nord, 3° 09′ 29″ est | 58011               | Téléverser                                               |
| (nl) Een rij woningen                                                                                             |                       |                                  | Meetkerke         | Oostendse Steenweg 32       | 51° 14′ 23″ nord, 3° 09′ 29″ est | 58011               | Téléverser                                               |
| (nl) Een rij woningen                                                                                             |                       |                                  | Meetkerke         | Oostendse Steenweg 34       | 51° 14′ 23″ nord, 3° 09′ 29″ est | 58011               | Téléverser                                               |
| (nl) Een rij woningen                                                                                             |                       |                                  | Meetkerke         | Oostendse Steenweg 36       | 51° 14′ 23″ nord, 3° 09′ 29″ est | 58011               | Téléverser                                               |
| (nl) Een rij woningen                                                                                             |                       |                                  | Meetkerke         | Oostendse Steenweg 38       | 51° 14′ 23″ nord, 3° 09′ 29″ est | 58011               | Téléverser                                               |
| (nl) Een rij woningen                                                                                             |                       |                                  | Meetkerke         | Oostendse Steenweg 40       | 51° 14′ 23″ nord, 3° 09′ 29″ est | 58011               | Téléverser                                               |
| (nl) "Kasteel van Meetkerke", hoeve van het langgeveltype                                                         | Oui                   |                                  | Meetkerke         | Oostendse Steenweg 51       | 51° 14′ 39″ nord, 3° 08′ 55″ est | 58012               | Téléverser                                               |
| (nl) "De Schoone Borneput", historische hoeve                                                                     | Oui                   |                                  | Meetkerke         | Oostendse Steenweg 52       | 51° 14′ 28″ nord, 3° 08′ 57″ est | 58013               | Téléverser                                               |
| (nl) "'t Hoog Kamerke", hoeve met losse bestanddelen                                                              |                       |                                  | Meetkerke         | Oostendse Steenweg 53       | 51° 14′ 49″ nord, 3° 08′ 34″ est | 58014               | Téléverser                                               |
| (nl) Langgestrekt hoevetje                                                                                        |                       |                                  | Meetkerke         | Oude Molenweg 1             | 51° 14′ 29″ nord, 3° 09′ 06″ est | 58015               | Téléverser                                               |
| (nl) Dubbelhuis, pastorie                                                                                         | Oui                   |                                  | Meetkerke         | Oude Molenweg 24            | 51° 14′ 09″ nord, 3° 09′ 04″ est | 58016               | Téléverser                                               |
| (nl) Herberg Gouden Leeuw                                                                                         | Oui                   |                                  | Meetkerke         | Oude Molenweg 24            | 51° 14′ 09″ nord, 3° 09′ 04″ est | 58017               | Téléverser                                               |
| (nl) Behoort tot het dorpsgezicht, voormalig gemeentehuis van Meetkerke                                           | Oui                   |                                  | Meetkerke         | Oude Molenweg 23            | 51° 14′ 08″ nord, 3° 09′ 07″ est | 58018               | Téléverser                                               |
| (nl) Hoekhuis | Oui                   |                                  | Meetkerke         | Dorpweg 69                  | 51° 14′ 09″ nord, 3° 09′ 07″ est | 58019               | Téléverser                                               |
| (nl) Dubbelhuis, behorend tot dorpsgezicht rond de kerk                                                           | Oui                   |                                  | Meetkerke         | Vaartwegel 1                | 51° 14′ 05″ nord, 3° 09′ 04″ est | 58020               | Téléverser                                               |
| (nl) Sterk verbouwd hoevetje van het langgeveltype                                                                | Oui                   |                                  | Meetkerke         | Vaartwegel 2                | 51° 14′ 02″ nord, 3° 09′ 10″ est | 58021               | Téléverser                                               |
| (nl) Historische hoeve "Claragoed"                                                                                | Oui                   |                                  | Nieuwmunster      | Brugse Steenweg 2           | 51° 17′ 14″ nord, 3° 05′ 35″ est | 58022               | Téléverser                                               |
| (nl) Beeldbepalend pand, likeurstorkerij van 1898                                                                 |                       |                                  | Nieuwmunster      | Brugse Steenweg 10          | 51° 16′ 28″ nord, 3° 05′ 26″ est | 58023               | Téléverser                                               |
| (nl) "Grote Hofstede", historische hoeve met losse bestanddelen                                                   |                       |                                  | Nieuwmunster      | Brugse Steenweg 11          | 51° 16′ 57″ nord, 3° 05′ 03″ est | 58024               | Téléverser                                               |
| (nl) "'t Groot Baanhof", hoeve met losse bestanddelen                                                             |                       |                                  | Nieuwmunster      | Brugse Steenweg 17          | 51° 16′ 31″ nord, 3° 05′ 18″ est | 58025               | Téléverser                                               |
| (nl) Kleine hoeve van het langgeveltype                                                                           |                       |                                  | Nieuwmunster      | Brugse Steenweg 20          | 51° 16′ 08″ nord, 3° 05′ 42″ est | 58026               | Téléverser                                               |
| (nl) Grote Mariagrot                                                                                              | Oui                   |                                  | Nieuwmunster      | Doelhofstraat               | 51° 16′ 25″ nord, 3° 05′ 48″ est | 58027               | Téléverser                                               |
| (nl) Sint-Bartholomeuskerk                                                                                        | Oui                   |                                  | Nieuwmunster      | Doelhofstraat               | 51° 16′ 26″ nord, 3° 05′ 55″ est | 58028               | Téléverser                                               |
| (nl) Kapel voor militaire en burgerlijke slachtoffers (Eerste en Tweede Wereldoorlog) ingewerkt in de kerkhofmuur | Oui                   |                                  | Nieuwmunster      | Doelhofstraat               |                                  | 58029               | Téléverser                                               |
| (nl) Samenstel van twee rijhuizen                                                                                 | Oui                   |                                  | Nieuwmunster      | Doelhofstraat 7             | 51° 16′ 25″ nord, 3° 05′ 50″ est | 58030               | Téléverser                                               |
| (nl) Samenstel van twee rijhuizen                                                                                 | Oui                   |                                  | Nieuwmunster      | Doelhofstraat 9             | 51° 16′ 25″ nord, 3° 05′ 50″ est | 58030               | Téléverser                                               |
| (nl) Rijhuis | Oui                   |                                  | Nieuwmunster      | Doelhofstraat 11            | 51° 16′ 25″ nord, 3° 05′ 50″ est | 58031               | Téléverser                                               |
| (nl) Kosterwoning                                                                                                 | Oui                   |                                  | Nieuwmunster      | Doelhofstraat 15            | 51° 16′ 24″ nord, 3° 05′ 52″ est | 58032               | Téléverser                                               |
| (nl) "'t Glaviehof", historische boerderij                                                                        | Oui                   |                                  | Nieuwmunster      | Doelhofstraat 19            | 51° 16′ 23″ nord, 3° 05′ 56″ est | 58033               | Téléverser                                               |
| (nl) Dubbelwoning                                                                                                 | Oui                   |                                  | Nieuwmunster      | Doelhofstraat 26            | 51° 16′ 26″ nord, 3° 05′ 51″ est | 58034               | Téléverser                                               |
| (nl) Herberg op de hoek met het kerkplein                                                                         | Oui                   |                                  | Nieuwmunster      | Doelhofstraat 34            | 51° 16′ 26″ nord, 3° 05′ 53″ est | 58035               | Téléverser                                               |
| (nl) Dubbelhuis, pastorie                                                                                         | Oui                   |                                  | Nieuwmunster      | Doelhofstraat 37            | 51° 16′ 24″ nord, 3° 05′ 58″ est | 58036               | Téléverser                                               |
| (nl) Taverne "'t Doelhof", voormalige herberg en gemeentehuis van Nieuwmunster                                    | Oui                   |                                  | Nieuwmunster      | Doelhofstraat 40            | 51° 16′ 26″ nord, 3° 05′ 57″ est | 58037               | Téléverser                                               |
| (nl) Eclectisch gebouw, zusterschool van 1905-1906                                                                | Oui                   |                                  | Nieuwmunster      | Doelhofstraat 41            | 51° 16′ 23″ nord, 3° 06′ 00″ est | 58038               | Téléverser                                               |
| (nl) Dorpshuis | Oui                   |                                  | Nieuwmunster      | Doelhofstraat 44            | 51° 16′ 25″ nord, 3° 05′ 59″ est | 58039               | Téléverser                                               |
| (nl) Villa | Oui                   |                                  | Nieuwmunster      | Doelhofstraat 50            | 51° 16′ 24″ nord, 3° 06′ 03″ est | 58040               | Téléverser                                               |
| (nl) Kleine losstaande boerenhuisjes                                                                              |                       |                                  | Nieuwmunster      | Doelhofstraat 56            | 51° 16′ 23″ nord, 3° 06′ 05″ est | 58041               | Téléverser                                               |
| (nl) Kleine losstaande boerenhuisjes                                                                              |                       |                                  | Nieuwmunster      | Doelhofstraat 60            | 51° 16′ 23″ nord, 3° 06′ 05″ est | 58041               | Téléverser                                               |
| (nl) Hoeve met losse bestanddelen                                                                                 |                       |                                  | Nieuwmunster      | Duinenstraat 6              | 51° 17′ 14″ nord, 3° 04′ 24″ est | 58043               | Téléverser                                               |
| (nl) "Hof Den Leeuw", hoeve met losse bestanddelen                                                                | Oui                   |                                  | Nieuwmunster      | Leeuwenstraat 1             | 51° 16′ 01″ nord, 3° 06′ 46″ est | 58044               | Téléverser                                               |
| (nl) Wegkapel |                       |                                  | Nieuwmunster      | Prins Leopoldstraat         | 51° 16′ 04″ nord, 3° 05′ 26″ est | 58046               | Téléverser                                               |
| (nl) Hoevetje van het langgeveltype                                                                               |                       |                                  | Nieuwmunster      | Prins Leopoldstraat 12      | 51° 16′ 03″ nord, 3° 05′ 35″ est | 58047               | Téléverser                                               |
| (nl) Hoeve met losse bestanddelen                                                                                 |                       |                                  | Nieuwmunster      | Smisjestraat 9              | 51° 15′ 56″ nord, 3° 06′ 31″ est | 58048               | Téléverser                                               |
| (nl) "Wellinghoeve", hoeve van het langgeveltype                                                                  |                       |                                  | Nieuwmunster      | Smisjestraat 12             | 51° 16′ 12″ nord, 3° 06′ 44″ est | 58049               | Téléverser                                               |
| (nl) Hoeve met losse bestanddelen                                                                                 |                       |                                  | Zuyenkerque       | Assestraat 1                | 51° 16′ 44″ nord, 3° 10′ 42″ est | 58051               | Téléverser                                               |
| (nl) Kleine hoeve                                                                                                 |                       |                                  | Zuyenkerque       | Blankenbergse Dijk Zuid 3   | 51° 15′ 36″ nord, 3° 10′ 04″ est | 58054               | Téléverser                                               |
| (nl) Samenstel van twee dorpshuizen                                                                               |                       |                                  | Zuyenkerque       | Blankenbergse Dijk Noord 11 | 51° 16′ 02″ nord, 3° 09′ 33″ est | 58055               | Téléverser                                               |
| (nl) Samenstel van twee dorpshuizen                                                                               |                       |                                  | Zuyenkerque       | Blankenbergse Dijk Noord 13 | 51° 16′ 02″ nord, 3° 09′ 33″ est | 58055               | Téléverser                                               |
| (nl) "Hof ter Rye", historische hoeve                                                                             |                       |                                  | Zuyenkerque       | Blankenbergse Dijk Noord 19 | 51° 16′ 52″ nord, 3° 08′ 52″ est | 58056               | Téléverser                                               |
| (nl) 19de-eeuws hoevetje                                                                                          |                       |                                  | Zuyenkerque       | Blankenbergse Steenweg 6    | 51° 15′ 21″ nord, 3° 11′ 21″ est | 58057               | Téléverser                                               |
| (nl) "De Madaleena", hoeve met losse bestanddelen                                                                 |                       |                                  | Zuyenkerque       | Blankenbergse Steenweg 27   | 51° 16′ 46″ nord, 3° 10′ 18″ est | 58058               | Téléverser                                               |
| (nl) "De Katterogge", 18de-eeuwse herberg                                                                         |                       |                                  | Zuyenkerque       | Blankenbergse Steenweg 17   | 51° 16′ 19″ nord, 3° 10′ 39″ est | 58059               | Téléverser                                               |
| (nl) "'t Nieuwenhove", hoeve met losse bestanddelen                                                               |                       |                                  | Zuyenkerque       | Blankenbergse Steenweg 23   | 51° 16′ 30″ nord, 3° 10′ 49″ est | 58060               | Téléverser                                               |
| (nl) Kramp- en koortskapel                                                                                        | Oui                   |                                  | Zuyenkerque       | Blankenbergse Steenweg      | 51° 15′ 32″ nord, 3° 11′ 14″ est | 58061               | Téléverser                                               |
| (nl) "De Halve Maan", 19de-eeuwse herberg                                                                         |                       |                                  | Zuyenkerque       | Blankenbergse Steenweg 36   | 51° 15′ 32″ nord, 3° 11′ 13″ est | 58062               | Téléverser                                               |
| (nl) Hoeve en herberg "d'Oude Smidse"                                                                             | Oui                   |                                  | Zuyenkerque       | Blankenbergse Steenweg 40   | 51° 15′ 36″ nord, 3° 11′ 09″ est | 58063               | Téléverser                                               |
| (nl) "Den Oude Weyman", 18de-eeuwse herberg                                                                       |                       |                                  | Zuyenkerque       | Blankenbergse Steenweg 44   | 51° 15′ 41″ nord, 3° 11′ 06″ est | 58064               | Téléverser                                               |
| (nl) Boerenhuis, 19de-eeuwse herberg "'t Leegland"                                                                |                       |                                  | Zuyenkerque       | Blankenbergse Steenweg 68   | 51° 16′ 28″ nord, 3° 10′ 28″ est | 58065               | Téléverser                                               |
| (nl) Hoeve "De Hemel"                                                                                             | Oui                   |                                  | Zuyenkerque       | Blankenbergse Steenweg 80   | 51° 17′ 05″ nord, 3° 09′ 37″ est | 58066               | Téléverser                                               |
| (nl) "De Vijf Pijpen", hoeve met losse bestanddelen                                                               |                       |                                  | Zuyenkerque       | Brouwerijstraat 4           | 51° 15′ 03″ nord, 3° 10′ 03″ est | 58068               | Téléverser                                               |
| (nl) "Ter Weide", hoeve van het langgeveltype                                                                     |                       |                                  | Zuyenkerque       | Copsweg 3                   | 51° 16′ 49″ nord, 3° 08′ 04″ est | 58071               | Téléverser                                               |
| (nl) Hoeve "Groot Hof Mariemont"                                                                                  | Oui                   |                                  | Zuyenkerque       | Copsweg 4                   | 51° 16′ 39″ nord, 3° 09′ 07″ est | 58072               | Téléverser                                               |
| (nl) Wegkapelletje, "Herderskapel"                                                                                |                       |                                  | Zuyenkerque       | Draaiboomstraat             | 51° 15′ 25″ nord, 3° 09′ 18″ est | 58073               | (nl) Wegkapelletje, "Herderskapel"                       |
| (nl) Hoeve "'t Oosthof", historische hoeve                                                                        | Oui                   |                                  | Zuyenkerque       | Dullemolenstraat 2          | 51° 16′ 08″ nord, 3° 10′ 37″ est | 58074               | Téléverser                                               |
| (nl) Historische hoeve "Den Hoeckaert"                                                                            | Oui                   |                                  | Zuyenkerque       | Heerweg 3                   | 51° 15′ 19″ nord, 3° 09′ 01″ est | 58075               | Téléverser                                               |
| (nl) Half vrijstaande dorpswoning                                                                                 |                       |                                  | Zuyenkerque       | Kerkstraat 1                | 51° 15′ 56″ nord, 3° 09′ 20″ est | 58076               | Téléverser                                               |
| (nl) "In het Boldershof Estaminet", bestaande uit twee beeldbepalende panden                                      |                       |                                  | Zuyenkerque       | Kerkstraat 13               | 51° 15′ 55″ nord, 3° 09′ 18″ est | 58077               | Téléverser                                               |
| (nl) Half vrijstaand woonhuis                                                                                     |                       |                                  | Zuyenkerque       | Kerkstraat 21               | 51° 15′ 55″ nord, 3° 09′ 15″ est | 58078               | Téléverser                                               |
| (nl) Hoeve van het langgeveltype                                                                                  |                       |                                  | Zuyenkerque       | Klinkestraat 10             | 51° 15′ 00″ nord, 3° 09′ 48″ est | 58079               | Téléverser                                               |
| (nl) Wegkapelletje                                                                                                |                       |                                  | Zuyenkerque       | Klinkestraat 13             | 51° 15′ 03″ nord, 3° 09′ 26″ est | 58080               | Téléverser                                               |
| (nl) Hoeve met losstaande bestanddelen                                                                            |                       |                                  | Zuyenkerque       | Lisseweegse Steenweg 1      | 51° 17′ 00″ nord, 3° 10′ 12″ est | 58081               | Téléverser                                               |
| (nl) Kleine hoeve van het langgeveltype                                                                           |                       |                                  | Zuyenkerque       | Meetkerkestraat 21          | 51° 15′ 44″ nord, 3° 09′ 26″ est | 58087               | Téléverser                                               |
| (nl) Sint-Michielskerk                                                                                            | Oui                   |                                  | Zuyenkerque       | Nieuwe Steenweg             | 51° 15′ 56″ nord, 3° 09′ 23″ est | 58088               | (nl) Sint-Michielskerk                                   |
| (nl) "Hoeve Ten Doele", historische hoeve met losstaande, witgekalkte bestanddelen                                |                       |                                  | Zuyenkerque       | Nieuwe Steenweg 1           | 51° 16′ 14″ nord, 3° 10′ 03″ est | 58089               | Téléverser                                               |
| (nl) Hoeve en kasteel "Cleyhem"                                                                                   | Oui                   |                                  | Zuyenkerque       | Nieuwe Steenweg 3           | 51° 16′ 11″ nord, 3° 09′ 54″ est | 58090               | Téléverser                                               |
| (nl) Hoeve en kasteel "Cleyhem"                                                                                   | Oui                   |                                  | Zuyenkerque       | Nieuwe Steenweg 5           | 51° 16′ 11″ nord, 3° 09′ 54″ est | 58090               | Téléverser                                               |
| (nl) "D'Oude Hoeve", kleine langgestrekte hoeve                                                                   |                       |                                  | Zuyenkerque       | Nieuwe Steenweg 28          | 51° 16′ 02″ nord, 3° 09′ 46″ est | 58091               | Téléverser                                               |
| (nl) Burgerhuis                                                                                                   |                       |                                  | Zuyenkerque       | Nieuwe Steenweg 33          | 51° 15′ 58″ nord, 3° 09′ 30″ est | 58092               | Téléverser                                               |
| (nl) Langgestrekte hoeve                                                                                          | Oui                   |                                  | Zuyenkerque       | Nieuwe Steenweg 39          | 51° 16′ 00″ nord, 3° 09′ 23″ est | 58093               | Téléverser                                               |
| (nl) Pastorie, behorende tot dorpsgezicht                                                                         | Oui                   |                                  | Zuyenkerque       | Nieuwe Steenweg 41          | 51° 15′ 56″ nord, 3° 09′ 26″ est | 58094               | Téléverser                                               |
| (nl) Dorpswoning, nu garage horende bij woning Kerkstraat                                                         |                       |                                  | Zuyenkerque       | Nieuwe Steenweg             | 51° 15′ 54″ nord, 3° 09′ 17″ est | 58095               | Téléverser                                               |
| (nl) Arduinen monumentje                                                                                          |                       |                                  | Zuyenkerque       | Nieuwe Steenweg             | 51° 15′ 54″ nord, 3° 09′ 14″ est | 58096               | Téléverser                                               |
| (nl) Twee kleine dorpswoningen                                                                                    |                       |                                  | Zuyenkerque       | Nieuwe Steenweg 44          | 51° 15′ 57″ nord, 3° 09′ 33″ est | 58097               | Téléverser                                               |
| (nl) Twee kleine dorpswoningen                                                                                    |                       |                                  | Zuyenkerque       | Nieuwe Steenweg 46          | 51° 15′ 57″ nord, 3° 09′ 33″ est | 58097               | Téléverser                                               |
| (nl) Dorpswoning                                                                                                  |                       |                                  | Zuyenkerque       | Nieuwe Steenweg 48          | 51° 15′ 57″ nord, 3° 09′ 33″ est | 58098               | Téléverser                                               |
| (nl) Dorpswoning en bijgebouw, behorende tot dorpsgezicht                                                         | Oui                   |                                  | Zuyenkerque       | Nieuwe Steenweg 52          | 51° 15′ 56″ nord, 3° 09′ 30″ est | 58099               | Téléverser                                               |
| (nl) Dorpswoning en bijgebouw, behorende tot dorpsgezicht                                                         | Oui                   |                                  | Zuyenkerque       | Nieuwe Steenweg 54          | 51° 15′ 56″ nord, 3° 09′ 30″ est | 58099               | Téléverser                                               |
| (nl) "De Polderhoeve", hoeve met losse bestanddelen                                                               | Oui                   |                                  | Zuyenkerque       | Nieuwe Steenweg 56          | 51° 15′ 54″ nord, 3° 09′ 28″ est | 58100               | Téléverser                                               |
| (nl) Hoekhuis, gebouwd als winkel in 1871                                                                         |                       |                                  | Zuyenkerque       | Nieuwe Steenweg 64          | 51° 15′ 54″ nord, 3° 09′ 23″ est | 58101               | Téléverser                                               |
| (nl) Hoevetje |                       |                                  | Zuyenkerque       | Nieuwe Steenweg 72          | 51° 15′ 52″ nord, 3° 09′ 20″ est | 58102               | Téléverser                                               |
| (nl) Alleenstaande dorpswoning                                                                                    |                       |                                  | Zuyenkerque       | Nieuwe Steenweg 94          | 51° 15′ 52″ nord, 3° 09′ 13″ est | 58103               | Téléverser                                               |
| (nl) Dorpsschool                                                                                                  |                       |                                  | Zuyenkerque       | Nieuwe Steenweg 96          | 51° 15′ 52″ nord, 3° 09′ 11″ est | 58104               | Téléverser                                               |
| (nl) Dorpsschool                                                                                                  |                       |                                  | Zuyenkerque       | Nieuwe Steenweg 96A         | 51° 15′ 52″ nord, 3° 09′ 11″ est | 58104               | Téléverser                                               |
| (nl) Neogotisch burgerhuis                                                                                        |                       |                                  | Zuyenkerque       | Nieuwe Steenweg 98          | 51° 15′ 52″ nord, 3° 09′ 11″ est | 58105               | Téléverser                                               |
| (nl) "In den Boom", herberg annex hoeve                                                                           |                       |                                  | Zuyenkerque       | Nieuwe Steenweg 104         | 51° 15′ 51″ nord, 3° 09′ 06″ est | 58106               | Téléverser                                               |
| (nl) Historische hoeve "De Draaiboom"                                                                             |                       |                                  | Zuyenkerque       | Nieuwe Steenweg 128         | 51° 15′ 42″ nord, 3° 08′ 39″ est | 58107               | Téléverser                                               |
| (nl) "Zielebrug"                                                                                                  |                       |                                  | Zuyenkerque       | Nieuwe Steenweg             | 51° 15′ 43″ nord, 3° 08′ 06″ est | 58108               | Téléverser                                               |
| (nl) Vrijstaande hoeve, herberg                                                                                   |                       |                                  | Zuyenkerque       | Nieuwe Steenweg 132         | 51° 15′ 42″ nord, 3° 08′ 05″ est | 58109               | Téléverser                                               |
| (nl) Historische hoeves "De Stove" en "De Groote Stove" (recente naam) of "Over d'Eede"                           |                       |                                  | Zuyenkerque       | Nieuwe Steenweg 138         | 51° 15′ 24″ nord, 3° 07′ 48″ est | 58110               | Téléverser                                               |
| (nl) Historische hoeves "De Stove" en "De Groote Stove" (recente naam) of "Over d'Eede"                           |                       |                                  | Zuyenkerque       | Nieuwe Steenweg 14          | 51° 15′ 24″ nord, 3° 08′ 06″ est | 58110               | Téléverser                                               |
| (nl) Schoeringebrug                                                                                               |                       |                                  | Zuyenkerque       | Schoeringstraat             | 51° 16′ 12″ nord, 3° 07′ 58″ est | 58111               | Téléverser                                               |
| (nl) "Schoeringekapel" of "Bevrijdingskapel"                                                                      | Oui                   |                                  | Zuyenkerque       | Schoeringstraat             | 51° 15′ 46″ nord, 3° 08′ 40″ est | 58112               | (nl) "Schoeringekapel" of "Bevrijdingskapel"             |
| (nl) "Klein en Groot Schoeringe", twee historische hoeves                                                         | Oui                   |                                  | Zuyenkerque       | Schoeringstraat 2           | 51° 16′ 05″ nord, 3° 08′ 26″ est | 58113               | Téléverser                                               |
| (nl) "Klein en Groot Schoeringe", twee historische hoeves                                                         | Oui                   |                                  | Zuyenkerque       | Schoeringstraat 4           | 51° 16′ 05″ nord, 3° 08′ 26″ est | 58113               | Téléverser                                               |
| (nl) Langgestrekte hoeve                                                                                          |                       |                                  | Zuyenkerque       | Vaartstraat 1               | 51° 15′ 58″ nord, 3° 07′ 57″ est | 58114               | Téléverser                                               |
| (nl) Hoeve "d'Eede"                                                                                               |                       |                                  | Zuyenkerque       | Vaartstraat 2               | 51° 16′ 06″ nord, 3° 07′ 56″ est | 58115               | Téléverser                                               |
| (nl) Hoeve "De Verloren Hoek"                                                                                     |                       |                                  | Zuyenkerque       | Vaartstraat 3               | 51° 16′ 08″ nord, 3° 07′ 32″ est | 58116               | Téléverser                                               |
| (nl) Hoeve "Polderzicht"                                                                                          |                       |                                  | Zuyenkerque       | Vaartstraat 4               | 51° 16′ 15″ nord, 3° 07′ 51″ est | 58117               | Téléverser                                               |
| (nl) Hoeve "De Teghelrie"                                                                                         | Oui                   |                                  | Zuyenkerque       | Vaartstraat 5               | 51° 16′ 23″ nord, 3° 07′ 45″ est | 58118               | Téléverser                                               |
| (nl) "Vagevuurhoeve", historische hoeve van het langgeveltype                                                     |                       |                                  | Zuyenkerque       | Vagevuurstraat 16A          | 51° 15′ 24″ nord, 3° 10′ 51″ est | 58119               | Téléverser                                               |